# Andrea Carboni
Andrea Carboni (Sorgono, 4 februari 2001) is een Italiaans voetballer die doorgaans speelt als centrale verdediger. In juli 2022 verruilde hij Cagliari voor AC Monza.

## Clubcarrière
Carboni speelde in de jeugd van Tonara en verkaste in 2011 naar de opleiding van Cagliari. Voor die club maakte hij zijn professionele debuut op 23 juni 2020, toen in de Serie A op bezoek bij SPAL met 0–1 gewonnen werd door een doelpunt van Giovanni Simeone. Carboni moest van coach Walter Zenga op de reservebank beginnen en hij mocht in de vijfde minuut van de blessuretijd van de tweede helft invallen voor João Pedro. Aan het einde van het seizoen 2020/21 verlengde de centrumverdediger zijn contract tot medio 2025. De jaargang erop speelde hij dertig competitiewedstrijden, waarvan vijfentwintig als basisspeler.
Cagliari degradeerde medio 2022 naar de Serie B. Carboni daalde niet met de club mee af naar het tweede niveau, want hij ging voor promovendus AC Monza spelen. Die club had een bedrag van circa vier miljoen euro voor hem over en schotelde hem een contract voor vijf seizoenen voor. In januari 2023 huurde Venezia de verdediger voor een half seizoen.

## Clubstatistieken
| Seizoen | Club      | Competitie | Competitie | Competitie | Beker | Beker | Internationaal | Internationaal | Totaal | Totaal |
| Seizoen | Club      | Competitie | Wed.       | Dlp.       | Wed.  | Dlp.  | Wed.           | Dlp.           | Wed.   | Dlp.   |
| ------- | --------- | ---------- | ---------- | ---------- | ----- | ----- | -------------- | -------------- | ------ | ------ |
| 2019/20 | Cagliari  | Serie A    | 7          | 0          | 0     | 0     | —              | —              | 7      | 0      |
| 2020/21 | Cagliari  | Serie A    | 15         | 0          | 2     | 0     | —              | —              | 17     | 0      |
| 2021/22 | Cagliari  | Serie A    | 30         | 0          | 3     | 0     | —              | —              | 33     | 0      |
| 2022/23 | AC Monza  | Serie A    | 4          | 0          | 2     | 0     | —              | —              | 6      | 0      |
| 2022/23 | → Venezia | Serie B    | 17         | 3          | 0     | 0     | —              | —              | 17     | 3      |
| 2023/24 | AC Monza  | Serie A    | 21         | 1          | 1     | 0     | —              | —              | 22     | 1      |
| 2024/25 | AC Monza  | Serie A    | 11         | 0          | 2     | 0     | —              | —              | 13     | 0      |
| Totaal  | Totaal    | Totaal     | 105        | 4          | 10    | 0     | 0              | 0              | 115    | 4      |

Bijgewerkt op 3 december 2024.